# Xã Tulare, Quận Spink, Nam Dakota
Xã Tulare (tiếng Anh: Tulare Township) là một xã thuộc quận Spink, tiểu bang Nam Dakota, Hoa Kỳ. Năm 2010, dân số của xã này là 48 người.